# Maríka Kotopoúli
 (décembre 2023).
Si vous disposez d'ouvrages ou d'articles de référence ou si vous connaissez des sites web de qualité traitant du thème abordé ici, merci de compléter l'article en donnant les références utiles à sa vérifiabilité et en les liant à la section « Notes et références ».
Maríka Kotopoúli ou Marica Cotopouli (en grec : Μαρίκα Κοτοπούλη) est une actrice grecque de théâtre née le 3 mai 1887 à Athènes et morte le 3 septembre 1954 à Athènes.

## Biographie
Elle était la fille des acteurs Dimítris Kotopoúlis et Eléni Kotopoúli. Elle joua avec eux dès sa plus tendre enfance.
Son premier grand rôle au Théâtre royal de Grèce fut Puck dans Le Songe d'une nuit d'été de Shakespeare en 1903. Elle joua ensuite Athéna dans l'Orestie d'Eschyle, Iphigénie dans Iphigénie de Goethe ou Viola dans La Nuit des Rois de Shakespeare. Elle joua aussi dans La Dame de la mer d'Ibsen en 1906.
En 1908, elle créa sa propre troupe qu'elle installa d'abord dans le Théâtre Kotopouli sur la place Omonoia à Athènes puis au Rex (rebaptisé Théâtre Kotopouli) en 1936, après sa rénovation. En tant que directrice de théâtre, elle eut à concilier les nécessités du box-office et sa volonté d'un théâtre de qualité.

Elle y triompha en 1927 dans Hécube d'Euripide mis en scène par F. Politis. Elle joua dans Le deuil sied à Électre d'Eugene O'Neill, Macbeth ou Comme il vous plaira de Shakespeare.
Maríka Kotopoúli s'engagea dans le théâtre d'avant-garde avec Spyros Mélas (le premier metteur en scène à être recruté sur le long terme par un théâtre privé) et leur tentative en 1929-1930 d'«Eleftheri Skini», de théâtre libre. Cette expérience tentait de faire du théâtre populaire qui servirait aussi à élever intellectuellement les spectateurs. Kotopouli et Mélas cherchaient à s'inspirer des expériences contemporaines en Europe occidentale, principalement en France. Elle eut aussi des liens professionnels fructueux avec le dramaturge Pandelis Horn (1881-1941) qui proposait des pièces en démotique sur les classes populaires. Parmi les pièces d'avant-garde qu'ils proposèrent, Flandro (« une tragédie du désir ») en 1925 est une œuvre fondée sur la psychanalyse, alors très peu connue en Grèce.
En 1933, elle joua, un de ses rares rôles au cinéma, dans le film gréco-turc de Muhsin Ertuğrul Le Mauvais Chemin.
Elle se fit rare pendant l'occupation allemande et reprit sa carrière après la guerre.
Sa dernière apparition sur scène se fit à Syros, le 24 mars 1953.
Elle fut la maîtresse de Íon Dragoúmis jusqu'à la mort de celui-ci en 1920. En 1923, elle épousa Georgios Helmi.
Un prix Marika Kotopouli a été créé en 1951 pour récompenser une actrice grecque.

## Musée Marika Kotopouli
Sa résidence secondaire, datant de 1926, fut transformée à l'initiative de la Guilde des Acteurs Grecs et de la municipalité de Zographos en musée (ouvert en 1990). Il abrite des expositions temporaires d'art contemporain. Le bâtiment permet de se faire une idée de l'architecture athénienne du milieu des années 1920.